# Броштени (Драгушени)
Броштени (рум. Broșteni) насеље је у Румунији у округу Сучава у општини Драгушени. Oпштина се налази на надморској висини од 383 m.

## Становништво
Према подацима из 2011. године у насељу је живело 1201 становника.